# Cryptoclidus
Cryptoclidus (gr. "clavícula oculta") es un género extinto representado por una única especie (Cryptoclidus eurymerus) de saurópsido plesiosaurio que vivió durante el Jurásico Medio en lo que hoy es Inglaterra, en la zona inferior de la Formación Oxford Clay en Peterborough. Poseía mandíbulas menos resistentes a las fuerzas de torsión, en comparación con los pliosauroideos, y numerosos dientes delgados, por lo que se ha sugerido que su alimentación consistiría de animales acuáticos de cuerpo blando, como peces y cefalópodos, quizás incluso filtrándolos. Este reptil oceánico se readaptó a la vida en el mar mediante la transformación de sus extremidades en aletas largas y estrechas. Probablemente su vida fuera muy similar a las de las focas actuales viviendo tanto en agua como en tierra.[cita requerida] Sin embargo se ha descubierto recientemente que la estructura ósea de su tronco solo le habría permitido vivir en el agua.[cita requerida]

## Clasificación
El cladograma inferior muestra el análisis filogenético de Benson et al. (2012).

## Paleobiología

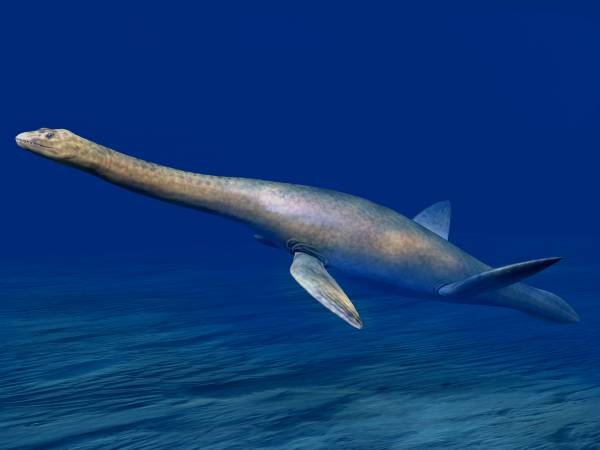
Reconstrucción en vida de Cryptoclidus eurymerus.

La frágil constitución de su cabeza y dientes impedía cualquier ataque de presa, y sugiere una dieta de animales pequeños y de cuerpo blando, como el calamar, y cardúmenes. Es posible que Cryptoclidus usara sus dientes largos y entremezclados para extraer pequeñas presas del agua, o tal vez tamizar sedimentos con animales enterrados.
El tamaño y la forma de los orificios nasales y las aberturas nasales han llevado a Brown y Cruickshank (1994) a argumentar que se utilizaron para tomar muestras de agua de mar en busca de olores y rastros químicos.

## Distribución
Se han encontrado fósiles de Cryptoclidus en:
- Oxford Clay, Inglaterra
- Boulogne-sur-Mer, Francia[5]
- Formación de Lajas, Neuquén Basin, Argentina[6]
- Formación de Jagua, Cuba[7]